# Ishavet (målning)
Ishavet (tyska: Das Eismeer. Die gescheiterte Hoffnung) är en oljemålning av den tyske romantiske konstnären Caspar David Friedrich från 1823–1824. Den är utställd på Hamburger Kunsthalle sedan 1905.
Målningen visar ett polarlandskap där ett isberg tornar upp över ett skeppsvrak. En inskription på målningen förklarar att Friedrich inspirerats av William Edward Parrys expedition 1819–1820 som med fartygen HMS Hecla och HMS Gripen sökte efter nordvästpassagen. Båda fartygen kom hem vid detta tillfälle, vilket inte alltid var fallet för de tidiga nordpolsexpeditionerna. Vintern 1820–1821 gjorde Friedrich flera oljeskisser av flytande isflak på floden Elbe utanför sin hemstad Dresden. Dessa ingår sannolikt, i betydligt större dimensioner, i målningen Ishavet. 

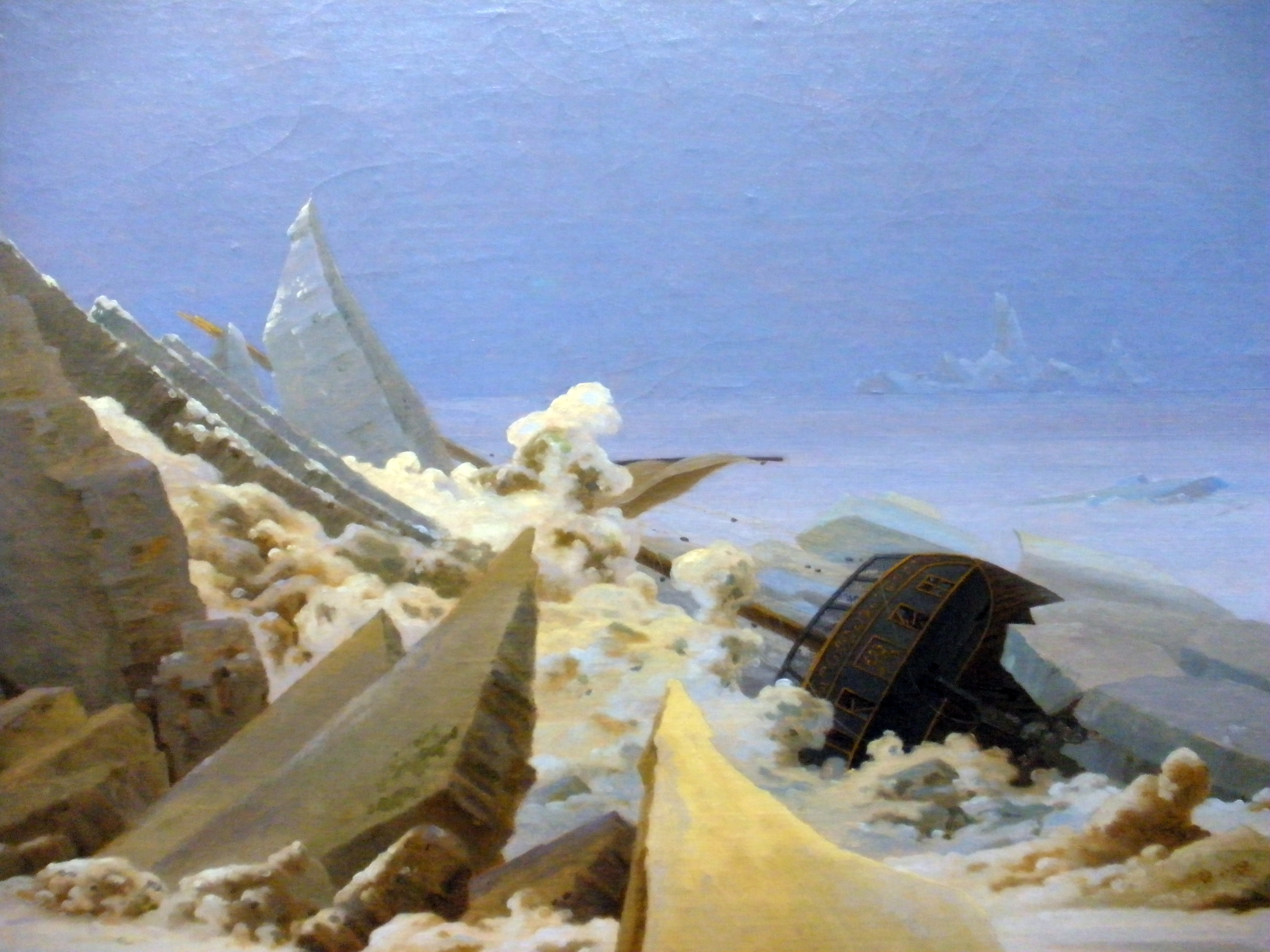
Detalj ur målningen som visar skeppsvraket.